# A Fairy Tail szereplőinek listája
Ez a lap Masima Hiro Fairy Tail című manga- és animesorozatának szereplőit mutatja be. A sorozat egy kitalált világ egyik országában, Fiorében játszódik. Ebben a világban a mágia létezik és szerves részét képezi az emberek mindennapjainak. A történet legtöbb szereplője varázsló, vagyis olyan ember, aki a mágia használatára szakosodott. A főszereplők mind a Fairy Tail nevű céhbe tartoznak, amelyet Fiore legerősebb máguscéheként tartanak számon. A céh mágusaira jellemző, hogy egy-egy munka elvégeztével hatalmas pusztítást végeznek.
A sorozat középpontjában egy rózsaszín hajú kamasz srác, Natsu Dragneel áll, főként az ő kalandjait láthatjuk. Mashima Hiro elmondása szerint az igazán komplex szereplők nem jellemzők a Fairy Tailre, de az előforduló néhány nagy hatással van a cselekmény alakulására. A 24. kötetben megjelenik a szerző bevallása szerint az általa valaha megalkotott legkomplexebb karakter.

## A céh tagjai

### Laxus Dreyar
S osztályú mágus és a híres Makarov unokája. Laxus nevét a birodalom legtöbb lakosa már hallotta, és tisztában vannak vele, kicsoda. Saját rajongói klubbal rendelkezik: Raijinshuu. Ő a villámsárkány, bár élő villámhárítónak is szokták hívni, aminek nem kifejezetten örül. Elsőre elég gorombának tűnhet, de valójában nagyon segítőkész ember. Kiskorában nem ismerték el az erejét, ezért lett egyre erősebb.

### Mirajane Strauss
A három Strauss közül a legidősebb és egyben a legerősebb testvér. Kiskorukban Erzával folyton versengtek és verekedtek, de közben azért jóban voltak. Mágiája Take Over: Satan Soul, aminek hála képes elvenni démonok lelkét és semmilyen irányításmágia nem hat ellene. Imád mindenkit mindenkivel összepárosítani, és néha elég naiv tud lenni. Háromszoros Miss Fiore, ex-fürdőruhamodell, a Heti Mágus magazin rendszeresen választja "a mágus, akit barátnődnek szeretnél" cím első helyére. S osztályú mágus, gyönyörű hanggal rendelkezik és csodásan táncol.

### Elfman Strauss
A Strauss testvérek középső tagja. Mágiája Take Over: Beast Soul, amivel képes elvenni szörnyek lelkét. Védelmező típus, aki úgy érzi: nem elég erős és nem eléggé "FÉRFI" ahhoz, hogy megvédje nővérét és húgát. Evergreennel állandóan vitatkoznak, de közben szerelmesek egymásba.

## Főszereplők

### Natsu Dragneel
A sorozat főszereplője egy Natsu Dragneel nevű varázsló, aki már évek óta a Fairy Tail tagja. Forrófejű, állandóan keresi a kalandot és a kihívásokat, sokszor bajtársait is kihívja, de rendkívül szereti a céhet, amely az otthonává vált és bármire képes a bajtársaiért. Vele találkozik először a céhből Lucy Heartfilia. Állandó társa és barátja Happy, a szárnyas, beszélő, kék exceed (macskaszerű lény). Natsut mostohaapja, Igneel tűzsárkány nevelte fel, aki azonban 7 évvel ezelőtt nyomtalanul eltűnt, nagyjából ekkor lépett be főhősünk a céhbe. Tőle tanulta el a sárkányölő mágiát, ami olyan ritka és egyedi, hogy az „elveszett mágiák” közé sorolják. Lényege, hogy átveszi a sárkányok képességeit, azaz lángcsóvát fúj, tűzzel üt, gyakorlatilag az egész testét képes lángokkal körbevenni. A mágia sajátossága, hogy meg tudja „enni” a tüzet, ezáltal visszanyerve elvesztett varázserejét. Elérte a sárkányölő mágia végső formája, a Dragon Force-t.

### Lucy Heartfilia
Lucy Heartfilia egy 17 éves varázsló és egyben a sorozat női főszereplője. Az ő mágiájával egy a miénkkel párhuzamos világból képes megidézni a „csillagszellemeket”. Ehhez az adott szellem kulcsára és egy vele megkötött szerződésre van szüksége. Általában őszinte, visszafogott, barátságos szereplő, bár a kinézetét illetően kissé elfogult. Édesanyját korán elveszítette, apjával pedig elég rossz viszonyt ápol, ezért is szökött el otthonról és állt be varázslónak.

### Happy
Happy egy kék bundájú, macskaszerű teremtény, akire Natsu talált rá még tojás korában. Mágikus képessége, hogy szárnyakat növeszt, amivel repülni is képes, sőt akár egy embert – legtöbbször Natsut – is szállíthat. Gyerekes természete van, imádja ugratni Lucyt, ugyanakkor meglepően sokat tud a mágikus világról. A sorozat folyamán tudjuk meg, hogy ő valójában egy másik világ egyik értelmes fajának, az exceedek tagja.

### Gray Fullbuster
Gray, a sorozat másodlagos férfi főszereplője, egy 18 éves varázsló, aki jég-alkotó mágiát használ. Segítségével pillanatok alatt képes szinte bármilyen alakú és formájú tárgyat létrehozni. Legtöbbször a harcokhoz szükséges fegyvereket készíti. Natsuval ellentétben ő általában higgadt, és a megbízásait is különösebb pusztítás nélkül végzi el, azonban van egy rossz szokása: észrevétlenül levetkőzik, ez amolyan berögződés még a gyerekkorából. Mágiáját Ur nevű tanítómesterétől tanulta. Mágiájuk természetéből adódóan rossz viszonyt ápol Natsuval: állandóan versengenek, gyakran összeverekednek.

### Erza Scarlet
A sorozat másodlagos női főszereplője és egyben a Fairy Tail céh legerősebb női varázslója. Szigorú jelleme van, általában igyekszik visszafogni a céh túlságosan vad tagjait. Szinte mindig páncélban van, a harcokhoz mágikus kardokat, páncélokat használ. Sokra tartja Natsut, ugyanakkor, ha az kihívja őt egy harcra, gond nélkül leveri (ez már nem egyszer előfordult). Mindenesetre neki is van egy "gyerekesebb" oldala, amit általában igyekszik elrejteni . Imádja az epertortát .

### Wendy Marvell
A sorozatban szintén főszereplő kislány, akivel az Oriacon Seises harcnál találkoztak, és miután kiderült, hogy a céhe csupán illúzió volt, Erza felajánlja: csatlakozzon a Fairy Tail-hez. Wendy él ezzel a lehetőséggel, így a céh tagjává válik. Az aranyos, kék hajú, szerény, visszahozódó és enyhén önbizalomhiányos kislány mindössze 13 éves, és szintén sárkányölő, mint Natsu. Wendy az Égi Sárkányölő Grandine-tól tanult meg varázsolni. Bár még fiatal, ám harc során megállja a helyét, és barátaiért mindent megtesz. Nagyon tehetséges és kitartó: ez abból is látszik, hogy ő érte el legkorábban a Dragon Force, a végső sárkányölő technikát. Wendynek is van egy Exeedje: Charle, akivel nagyon szoros a kapcsolata. A Nagy Mágiajátékokon harcol Sherria-val, akivel miután megküzdöttek, jóbarátokká váltak. Az apró sárkányölő kedvenc eledele a cukor, ill. bármiféle édesség.

### Charle vagy Charla
Wendy fehér és elbűvölő Exeedje Charla, aki néha igencsak fennhordja az orrát. Happy, amint meglátta, beleszeretett és állandóan rajta lóg, ami nagyon idegesíti Charlat. A fehér Exeednek három képessége van: a) szárnyai segítségével repül, b) jövőbe látó képesség, c) kis ideig emberré tudd változni. És említésre méltó még, hogy utálja a halat. Odavan a teáért.

### Juvia Lockser
A Phantom Lord céh elit osztaga, az elemi négyes tagja volt. Amikor a két céh összecsapott Juvia-nak, Gray volt az ellenfele, akibe azonnal beleszeretett és rögtön fel is adta a harcot. Később csatlakozott a céhez és mániákusan követi Grayt mindenhova. Mágiája víz típusú: testét képes vízzé változtatni, így a fizikai támadások hatástalanok lesznek vele szemben. Nagyon jó barátságot kötött Meldyvel, aki a Grimore Heart volt tagja. A céhből Gajeelal kifejezetten jó a kapcsolata, mivel ő is a Phantom volt tagja. Mindenkit szerelmi riválisnak tekint.

### Gajeel Redfox
A Phantom Lord legerősebb tagja volt, de nem tartozott bele az elemi négyesbe. A Fairy Taillel vívott csata után egy vastelepen töltötte mindennapjait. Makarov személyesen ment el hozzá és ajánlotta fel neki, hogy csatlakozzon a céhez, amire nagy nehezen igent mondott. Ő a vas sárkányölő, és már elérte a Dragon Force-t. Gyengéd érzéseket táplál Levy iránt. Az Exeedje neve Lily, aki képes változtatni méretét.

### Phantherlily
Lily Gajeel barna Exeedja, akit egyenesen Edolasból hoztak el. Képes megváltoztatni a méretét, bár csak bizonyos időre. Kedvenc eledele a kiwi, fél a villámlástól és az esőtől.

## Csillagszellemek
A csillagmágusok, mint Lucy , Yukino tudják őket előhívni.
- Aquarius: (ő a vízöntő csillagjegy) Lucy egyik legrégebbi csillagszelleme, akit édesanyától kapott miután az elhunyt. A 12 zodiákus csillagkép egyike vagyis aranykulccsal rendelkezik. Aquarius még a zodiákusok közül is kitűnik erejével (a 12 zodiákus ereje nagyobb mint a többi csillagképé) Leo/Loki (a zodiákusok vezére) után talán ő a legerősebb. Ő Scorpius barátnője. Csak vízben lehet megidézni és vize mindent elsöpör.
- Pisces: (ők a halak csillagjegy) A gazdájuk Yukino Agria a Sabertooth (egy másik céh) mágusa. Ők halakként vannak ábrázolva, de emberi formájuk is van.Szintén a 12 Zodiákus csillagszellemek közé tartoznak, nekik is arany kulcsuk van.
- Aries: (ő a kos csillagszellem) A 12 zodákius csillagszellem egyike, arany kulcsa van. Az első gazdája Karen Lilica, ott Leo-val vannak egy gazdánál és jó barátok lesznek. A második gazdája Sorano az Oración Seis tagja. Lucy legyőzi Sorano-t, majd a harc után elveszi tőle a kulcsait. Lucy a harmadik gazdája.
- Taurus: (ő a bika csillagszellem) Ő is a 12 Zodiákus csillagszellem egyike, arany kulcsa van. Lucy a gazdája, akit imád a teste miatt, eléggé perverz.
- Gemini: (ők az ikrek csillagjegy) A 12 Zodiákus csillagszellemekhez tartoznak. Első gazdájuk Sorano volt, majd Lucy-val kötöttek szerződést. Igazán aranyosak, kis bábként vannak ábrázolva, de bárki alakját fel bírják venni, akit megérintenek.
- Cancer: (ő a rák csillagjegy) Arany kulcsa van, a 12 Zodiákus csillagszellem egyike. Első gazdája Layla Heartfilia volt, tőle örökölte Lucy, így ő lett a második gazdája. Furcsa stílusa van, imád fodrászkodni.
- Leo: (az oroszlán csillagjegy) A 12 Zodiákus kapu vezetője, a legerősebb csillagszellem. Első gazdája Karen volt, majd szerződést kötött Lucy-val. Imádja Lucy-t és bármi áron megvédi.
- Virgo: (ő a szűz csillagszellem) Egyike a 12 Zodiákus csillagszellemnek, arany kulcsa van. Első gazdája Everlue, majd egy küldetés során megszerzi jelenlegi gazdája Lucy. Tudja változtatni a kinézetét.
- Libra: (ő a mérleg csillagjegy) A 12 Zodiákus csillagszellem közé tartozik, arany kulcsa van. Jelenlegi gazdája Yukino Agria.
- Scorpio: (ő a Skorpió csillagjegy) Szintén a 12 Zodiákus csillagszellemhez tartozik és arany kulcsa van. Első gazdája Sorano volt, majd Lucy-hoz került. Ő Aquarius pasija. Eléggé fel van pörögve.
- Sagittarius: (ő a Nyilas csillagjegy) Arany kulcsa van, a 12 Zodiákus csillagszellemek egyike. Első gazdája Moka, aki hálája jeléül adja Lucy-nak a kulcsot. Minden mondatában benne van a „mosi, mosi!” (jelentése: helló).
- Capricorn: (ő a bak csillagjegy) Első gazdája Layla, aki halála előtt odaadja Capricorn-t Zoldeo-nak, aki beleköltözik a testébe. Leo „felszabadítja”, majd miután visszanyeri erejét Lucy-hoz társul. Alapvetően egy erős csillagszellem. Ameddig Zoldeo uralja a testét addig a Grimore Heart-nál van (az egyik legnagyobb sötét céhnél). A 12 Zodiákushoz tartozik, arany kulcsa van, mint a többieknek.
- Nikora/Plue: Ő egy gyenge csillagszellem, de nem is harcosnak teremtették, inkább házi kedvencnek. Úgy is szokás hívni hogy Kiskutya. Ezüst kulcsa van. Lucy a gazdája.
- Lyra: Ő is egy kevésbé harcra szánt csillagszellem, inkább énekelni szeret, egy lanton játszik. A harc inkább a Zodiákusok dolga. Lucy a gazdája. Ezüst kulcsa van.
- Crucis: Ő egy bölcs csillagszellem aki szinte mindent tud, de gyakran elalszik gondolkozás közben. Gazdája neki is Lucy. Szintén ezüst kulcsa van.
- Horologium: Ő Lucy csillagszelleme, gazdája eléggé sokat szokott benne utazni. Ezüst kulcsa van.
- Caelum: Első gazdája Sorano volt, majd Lucy szerezte meg a kulcsát. Ezüst kulcsa van. Róla sok mindent nem lehet megállapítani, mert lényegében egy gép.
- Csillagszellemek királya: Ő a legerősebb csillagszellem, akinek nincsen kulcsa. Megidézni úgy lehet, ha eltörsz/feláldozol egy aranykulcsot. Lucy a Tartarosos harcnál megidézi és Aquarius kulcsát áldozza fel nehéz szívvel.
- Ophiuchus: Ő a 13. zodiákus, arany kulcsa van. Az orvoslás csillagképe. Minden mondatában benne van a „denasu”. Más néven Kígyótartó. Először a Nagy Mágiajátékokon találkozunk vele. Yukino a gazdája.